# Z80 Based
Le Z80 Based est un système de jeux vidéo composé d'une PCB pour borne d'arcade compatible JAMMA destiné aux salles d'arcade, créé par la société japonaise Capcom. Sa commercialisation a été lancée au début de l'année 1984.

## Description
Le Z80 Based est un des premiers systèmes créés par Capcom.
(CAPsule COMputer) en 1984 (Capcom va également créer des jeux à hardware spécifique cette année-là). Il est le début d'une longue histoire. C'est le commencement et l'évolution de systèmes d'arcade qui vont amener Capcom vers un certain apogée dans les jeux vidéo : le CPS2.
Comme son nom l'indique, il est basé sur le microprocesseur créé en 1976 Zilog Z80. Sur ce système, le Zilog Z80 servira autant de processeur central que de processeur audio (additionné à des chips audio variables). Cette époque va laisser des titres célèbres comme Vulgus ou 1942 qui verra même sa suite ou ce type de jeu perdurer.

## Spécifications techniques

### Général
- Constructeur : Capcom
- Année de parution : 1984
- Fin de production : 1990

### Processeurs
- Zilog Z80 cadencé à 4 MHz

ou soit
- 2 x Zilog Z80 cadencé à 6 MHz

### Son
- Processeur audio à cadences variables selon les PCB :
  - Zilog Z80
  - Intel I80186
- Puces audio à cadences variables selon les PCB :
  - General Instrument AY-3-8910
  - Texas Instruments SN76489
  - Puces custom
- Capacités audio : mono

### Affichage
- Résolution : 224 x 256
- 256 à 1024 couleurs

## Liste des jeux
| Titre                | Développeur | Éditeur | Genre            | Année |
| -------------------- | ----------- | ------- | ---------------- | ----- |
| 1942                 | Capcom      | Capcom  | Shoot them up    | 1984  |
| Ataxx                | Leland      | Leland  | Jeu de stratégie | 1990  |
| Exed Exes            | Capcom      | Capcom  | Shoot them up    | 1985  |
| Pirate Ship Higemaru | Capcom      | Capcom  | Puzzle           | 1984  |
| Vulgus               | Capcom      | Capcom  | Shoot them up    | 1984  |